# Swiczkarewe
Swiczkarewe (ukr. Свічкареве) – wieś na Ukrainie, w obwodzie połtawskim, w rejonie połtawskim, w hromadzie Biłyky. W 2021 liczyła 466 mieszkańców.